# 34409 Venturini
34409 Venturini este o planetă minoră (asteroid), cu un diametru de 5,155 km, din centura de asteroizi. A fost descoperită pe 4 septembrie 2000 la Stația Anderson Mesa de Lowell Observatory Near-Earth-Object Search. 
Obiectul prezintă o orbită caracterizată de o semiaxă mare de 2,9707136 UAi, o excentricitate de 0,06, o înclinație de 9,66043 ° în raport cu ecliptica.